# Le Roman de Renart
Le Roman de Renart (No Brasil, Renart, a Raposa; em Portugal, O Salta-Pocinhas) é um filme luxemburguês de 2005. Dirigido por Thierry Schiel, é baseado no velho conto de uma raposa chamado Roman de Renart.

## Sinopse
Renart é uma esperta raposa que consegue escapar de todas as confusões. Desta vez ele está tentando se livrar das garras de um burro e do lobo Ysengrin, que querem capturá-lo porque ele achou, por acaso, o mapa para um grande tesouro. Com a ajuda de Rufus, um pequeno e engraçado rato com grande personalidade, eles embarcam em uma missão para encontrar o tesouro, que é guardado por um monstro em uma caverna. No caminho eles passarão por muitas aventuras e terão de ser muito espertos para pregar truques em todos aqueles que querem impedi-los.

## Elenco
- Frédéric Diefenthal: Renart
- Lorànt Deutsch: Rufus
- Julie Lund: Hermeline
- Marc Bretonnière: Ysengrin
- Hervé Jolly: Chancelier Bernard
- Corinne Bouche: Théo
- Catherine Privat: Nicolette
- Antoine Nouel: Tibert
- Gérard Surugue: Brun
- Pierre Poirier: Roi Noble
- Élisabeth Fargeot: Reine Fière
- Patrick Préjean: Chantecler
- Denise Metmer: Hersent

1. ↑  «Programação de TV». Folha.com. 11 de julho de 2011. Consultado em 24 de março de 2013
2. ↑  «O Salta-Pocinhas». SAPO. Consultado em 24 de março de 2013